# 成公都
成公都（?—?），五胡十六国前燕将领，晋興郡允吾县（今青海省民和回族土族自治县）人。
他在前燕有驍勇勇豪之名。十八岁参加陽勇之战，横矛大呼，敵人害怕不敢与他相抗。当時之人把他比成周朝的名将方叔。論者都说他的勇猛应该和古人相比，当时没有人比得上。